# Dionisia García
Dionisia García (Fuente-Álamo, 1929) es una poeta y escritora española que destaca por su dedicación a la narrativa y, especialmente, la poesía. Ocupa un lugar destacado en el ámbito literario murciano del último cuarto del siglo XX y en el panorama español en la llamada generación del medio siglo. Para García, se escribe la vida; si no se vive, no se puede escribir.

## Trayectoria
Nació en Fuente Álamo (Murcia) en 1929. Es Licenciada en Filología Románica en la Universidad de Murcia, ciudad donde reside desde 1970.  Ha cultivado diversos géneros como la poesía, el cuento, el aforismo o crítica literaria.
Entre los años 1979 y 1983 cofundó la revista de poesía Tránsito donde publicó a poetas del 27 y generaciones posteriores y dedicó números monográficos a la poesía gallega, andaluza y murciana, entre otros.[cita requerida] En esos mismos años fue coeditora, junto al poeta e impresor malagueño Salvador López Becerra, de Begar ediciones, sello que publicó en Málaga libros de María Zambrano, Jorge Guillén, José Ángel Valente, Jaime Siles, José María Álvarez, Juan Gil-Albert, Julia Castillo, Carlos Edmundo de Ory y Salvador López Becerra. Algunos de sus poemas han sido traducidos a varios idiomas.

## Obra

### Poesía

#### Libros de poemas
- 1976 – El vaho en los espejos. Patronato de Cultura de la Diputación Provincial. ISBN 10: 8450017696
- 1978 – Antífonas. Gráficas Muelas. D. L. MU-291-1978
- 1981 – Mnemosine. Ediciones Rialp. ISBN 9788432120879.[6]
- 1982 – Voz perpetua. Edición no venal. Salvador López Becerra, editor. ISBN 9788418387913.
- 1985 – Antiguo y mate. Editora Regional de Murcia. ISBN 9788475640112.[7]
- 1987 – Interludio (de las palabras y los días). Col. El bardo. Los libros de la frontera. ISBN 9788485709571.[8]
- 1990 – Diario abierto. Trieste. ISBN 9788485762736.[9]
- 1993 – Las palabras lo saben. Renacimiento. ISBN 9788486307714.[10]
- 1997 – Imaginaciones y olvidos. Huerga y Fierro Editores. ISBN 9788489858206.[11]
- 1999 – Lugares de paso. Renacimiento. ISBN 9788489371675.[12]
- 2006 – El engaño de los días. Tusquets Editores. ISBN 9788483104606.[13]
- 2007 – L'albero (El árbol). Levante Editori. ISBN 9788879494472.[14]
- 2012 – Señales. Renacimiento. ISBN 9788484727132.[15]
- 2016 – La apuesta. Nausícaä. ISBN 9788494468315.[16]
- 2021 – Mientras dure la luz. Renacimiento. ISBN 9788418387913.[17]

#### Antologías
- 1995 – Tiempos del cantar (Poesía 1976-1993). El bardo. ISBN: 8482550071
- 2008 – Cordialmente suya (Antología 1976-2007). Renacimiento. ISBN: 9788484723899
- 2017 – Atardece despacio. Renacimiento. ISBN: 9788417266189

### Prosa

#### Narrativa
- 1985 – Antiguo y mate. ISBN: 9788475640112
- 1997 – Imaginaciones y olvidos. ISBN: 9788489858206
- 2009 – Correo interior. Renacimiento. ISBN: 9788484724803
- 2019 – El sueño de prieto. Renacimiento. ISBN: 9788417146702

#### Ensayo
- 1995 – Larga despedida. Fundación Enma Egea. ISBN: 8460537587
- 2014 – Homenaje perdido. Fundación Enma Egea. ISBN: 9788484720775

#### Aforismos
- 1994 – Ideario de otoño. Caja de ahorros de Alicante y Murcia. ISBN 10: 8486919738
- 2004 – Voces detenidas. Renacimiento. ISBN: 9788484721413
- 2011 – El caracol dorado. Renacimiento. ISBN: 9788484726531

#### Crítica literaria
- 2008 – Páginas dispersas. Tres Fronteras. ISBN: 9788475644103

## Premios y reconocimientos
Dionisia García ha recibido varios premios y reconocimientos por su trayectoria:
- Socia de Honor de la Asociación de Poetas y Escritores del Real Casino de Murcia (2014).

- XXX Premio Internacional de Poesía Barcarola por el poemario La apuesta, Nausicaä: Albacete, 2016.[18]
- Premio Honorífico AdA de Aforismo (2019),[19] concedido por Apeadero de Aforistas.[20]

- Es miembro de la Real Academia de Bellas Artes de San Telmo (Málaga) desde 1991.[5]
- En el año 2000 la Universidad de Murcia creó el Premio de Poesía Dionisia García.[20]
- En 2021 fue nombrada Hija Adoptiva de Murcia.[21]
- Está incluida en el callejero de la ciudad de Murcia.[22]
- En 2023 recibió el Premio de la Crítica en lengua castellana en la modalidad de poesía por su libro Clamor en la memoria,  el premio ha sido otorgado por la Asociación Española de Críticos Literarios.[23]